# Vitrectomie

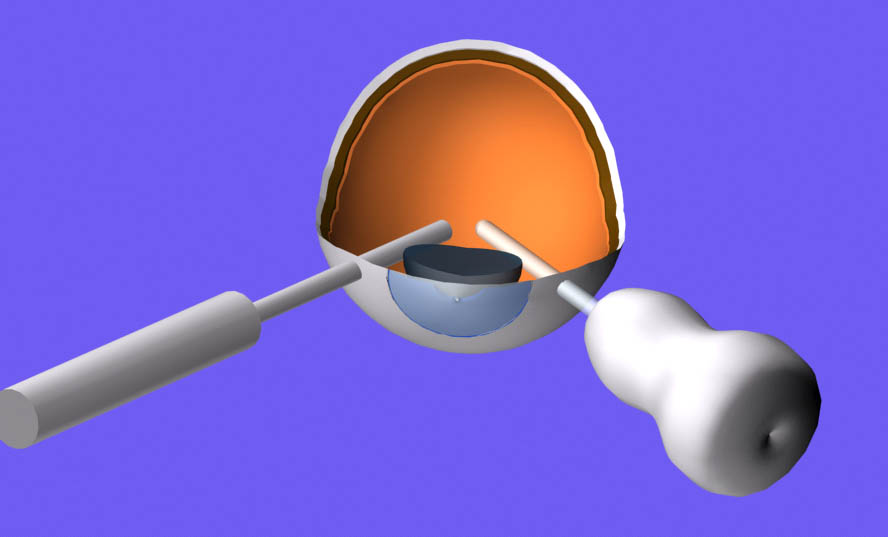
Vervangen van het glasvocht

Vitrectomie of glasvochtoperatie is een chirurgische ingreep aan de binnenkant van het oog, waarbij het glasvocht wordt weggehaald en eventueel nog aanvullende behandelingen worden uitgevoerd aan het netvlies of andere intraoculaire structuren. 

## Glasachtig lichaam
Dit gelachtige materiaal, dat zich in de holte van het oog bevindt, heeft verschillende functies, waaronder het handhaven van de vorm van het oog en het ondersteunen van de lens en het netvlies. Op jonge leeftijd vult het glasvocht vrijwel de hele oogbol. Het glasvocht zelf is omhuld door een soort zakje, wat de glasvochtmembraan heet. Bij de meerderheid van de mensen laat het glasvocht ergens tussen de leeftijd van 50 en 70 jaar los van het netvlies, een in principe normaal verouderingsproces wat achterste glasvochtloslating (posterior vitreous detachment, PVD) heet. In het gros van de mensen veroorzaakt zo'n achterste glasvochtloslating geen verslechtering van het zien, behalve dat mensen in ieder geval een periode meer last kunnen hebben van floaters (vlekjes en sliertjes in het beeld). 
De glasvochtmembraan ligt bij jonge mensen vaak vrijwel overal tegen het netvlies aan en zit op enkele plekken nog extra goed vast, namelijk aan de bloedvaten en retina net op en vlak rondom de oogzenuw, in de midperiferie van het netvlies en vaak ook nog precies op de gele vlek. Dit laatste verklaart ook hoe het kan dat de verschillende specifieke problemen kunnen ontstaan in het netvlies wanneer het glasvocht loskomt van de achterwand. Op het moment van een achterste glasvochtloslating zit de glasvochtmembraan soms zo vast, dat het een beschadiging veroorzaakt bij het loskomen. Als dat ergens in de periferie van het netvlies gebeurt, dan kan een scheurtje in het netvlies ontstaan of een bloedvaatje kapotgaan. Als er zo'n scheurtje is ontstaan bestaat het risico dat daardoor het netvlies vanaf die plek gaat loslaten. Als de beschadiging precies in de gele vlek optreedt kan een maculagat ontstaan en bij een beschadigd bloedvat krijgen mensen vaak een periode grijzig zicht doordat een glasvochtbloeding het licht dat het oog binnenvalt tegenhoudt. 
Tot slot kan in de maanden tot jaren na een onvolledige glasvochtloslating nog een maculapucker ontstaan. Zo'n pucker of epiretinaalmembraan ontstaat waarschijnlijk omdat een deel van de achterste glasvochtmembraan bij het ontstaan van de achterste glasvochtloslating niet volledig loskomt van het gebied van de gele vlek. In de periode daarna ontstaat door contractie van het weefsel daarna rimpeling van de retina, wat het zicht kan vervormen en de gezichtsscherpte kan laten afnemen. 

## Redenen om een vitrectomie te doen
Om de functie van het oog zo goed mogelijk te houden zal de oogarts soms adviseren een pars plana vitrectomie (PPV) uit te voeren. Enkele specifieke indicaties voor zo'n operatie zijn:
1. Netvliesloslating: Een van de meest voorkomende redenen voor een vitrectomie is de behandeling van een netvliesloslating. Deze aandoening treedt op wanneer het netvlies loskomt van de binnenwand van het oog, wat kan leiden tot ernstig gezichtsverlies als het niet wordt behandeld.
2. Diabetische retinopathie: Bij patiënten met diabetes kunnen abnormale bloedvaten in het oog lekken of bloeden, wat leidt tot schade aan het netvlies. Daarnaast kunnen door verlittekeningsreacties ook delen van het netvlies losgetrokken raken van de binnenwand van het oog en kunnen er littekenvliezen ontstaan die de gele vlek vervormen waardoor de gezichtsscherpte sterk vermindert. Een vitrectomie kan worden uitgevoerd om deze problemen zoveel mogelijk te verhelpen.
3. Maculagat: Een maculagat is een fysieke beschadiging in de macula, het centrale deel van het netvlies dat verantwoordelijk is voor scherp zien. Zo'n gat kan ontstaan door een abnormaal verloop van het normale verouderingsproces van het glasvocht. Een vitrectomie kan worden uitgevoerd om het maculagat te sluiten en het gezichtsvermogen te verbeteren.
4. Trauma: Oogletsel kan leiden tot scheuren of bloedingen in het netvlies en het glasachtig lichaam, wat ernstige problemen kan veroorzaken. Soms zitten er ook nog vreemde lichamen in het oog, zoals een staalsplinter of vuurwerkrest. Een vitrectomie kan worden uitgevoerd om beschadigd weefsel te stabiliseren, bloed en vreemde lichamen te verwijderen en het oog en eventuele zicht zoveel mogelijk te behouden.
5. Maculapucker: Een maculapucker is een andere fysieke aandoening die het normaal functioneren van de gele vlek beperkt. Een soort littekenweefsel in de vorm van een membraantje precies op de gele vlek veroorzaakt daar verdikking van het netvlies, vaak ook met plooivorming. Het centrale deel van het beeld raakt daardoor vervormd en de gezichtsscherpte gaat naar beneden; verder kan dit het de sensatie veroorzaken dat iemand door een folie of heenkijkt of een vetvlek heeft op het beeld. Bij maculapuckerchirurgie haalt de operateur met een pincet het weefsel dat de plooiing veroorzaakt weg. In de maanden na de operatie kan het netvlies dan langzaam weer wat uit de plooi komen, waardoor het proces van achteruitgang stopt en soms zelfs verbetering van het kijken optreedt.
6. Glasvochtbiopten, glasvochttroebelingen en glasvochtbloedingen: Soms is het nodig om het vocht dat in het oog zit te onderzoeken op bijvoorbeeld de aanwezigheid van bepaalde celtypen of microben. In dat geval voert de oogchirurg een vitrectomie uit, waarbij het weggenomen materiaal wordt opgevangen om het te kunnen laten onderzoeken door de patholoog-anatoom, de microbioloog of de celbioloog. Wanneer mensen hinder ondervinden van troebelingen in het oog, veroorzaakt ofwel door condensaties in het glasvocht of bijvoorbeeld door een bloeding in het oog is een vitrectomie ook een manier om deze te verwijderen.
7. Hersteloperaties na gecompliceerd verlopen staaroperaties of bij het los gaan zitten van eerder geplaatste kunstlensjes in het oog: Bij cataractoperaties lukt het soms niet om de hele lens te verwijderen, of ontstaat er een scheurtje in het lenszakje waardoor glasvocht naar de voorste oogkamer kan komen. In dat soort gevallen kan het nodig zijn om ofwel een gedeeltelijke, of een volledige vitrectomie te verrichten. Een gedeeltelijke, voorste vitrectomie is iets wat de staaroperateur kan doen, maar wanneer het nodig is om een volledige vitrectomie te doen omdat bijvoorbeeld een deel van de lens naar het glasvocht is uitgezakt is het vaak nodig om de patiënt naar een netvlieschirurg te verwijzen voor een tweede operatie. Ook komt het voor dat een eerder geplaatst kunstlensje in het oog van plaats verandert en soms zelfs naar het glasvocht uitzakt. In dat geval haalt de netvlieschirurg het lensje uit het oog, verwijdert het glasvocht en kan vaak ook een nieuw lensje plaatsen.

## Procedure
Tijdens een vitrectomie worden kleine incisies gemaakt in het oogwit, en een speciale microchirurgische instrumentenset wordt gebruikt om het glasachtig lichaam te verwijderen of te behandelen, afhankelijk van de aandoening van de patiënt. Net zoals bij een kijkoperatie in bijvoorbeeld de buik gebruikt de netvlieschirurg kleine werkkanaaltjes die het mogelijk maken om instrumenten zoals een lampje en de vitrectoom zelf door het oogwit naar het binnenste van het oog te brengen. Veelgebruikte instrumenten omvatten naast de vitrectoom en het lampje ook de laser, een bevriezingsprobe, een endodiathermieprobe, micropincetjes, verschillende afzuig- en inspuitnaaldjes en gespecialiseerde chirurgische vloeistoffen zoals perfluoron, de kleurstoffen ICG en methyleenblauw en siliconenolie. Deze instrumenten zitten vaak vast aan een vitrectomie-machine, dat ervoor zorgt dat het oog steeds op de goede spanning blijft en dat de instrumenten allemaal doen wat ze moeten. 
Tijdens de procedure gebruikt de chirurg een microscoop om via de pupilopening het netvlies en glasvocht zichtbaar te maken en te vergroten. Aan de microscoop zit ook een systeem vast dat het beeld van het netvlies omdraait, zodat het voor de operateur 'met de goede kant boven' komt te staan. 
Het is belangrijk op te merken dat een vitrectomie een delicate en gespecialiseerde oogoperatie is die alleen door netvlieschirurgen in sommige oogklinieken wordt uitgevoerd. De beslissing om een vitrectomie te ondergaan, wordt vaak genomen op basis van de specifieke behoeften en gezondheidstoestand van de patiënt, en er zijn risico's en bijwerkingen verbonden aan de procedure. Patiënten die overwegen een vitrectomie te ondergaan, moeten dit bespreken met hun oogarts om een goed geïnformeerde beslissing te nemen over de behandeling van hun oogaandoening. 

#### Lucht, gas of olie
Aan het einde van de procedure kan het nodig zijn om gas of een siliconenolie in het oog te injecteren om de kans op herstel zo groot mogelijk te maken. Wanneer er lucht of een van de chirurgische gassen in het oog zit hindert dit het kijken, waardoor het inschatten van diepte ernstig gestoord kan zijn en ook het gezichtsveld van het geopereerde oog niet goed is. Daardoor mogen mensen die net zijn geopereerd vaak niet autorijden. Met gas of  lucht in het oog is ook vliegen en duiken verboden, omdat het plotselinge verschil in luchtdruk kan leiden tot een te hoge of te lage druk in het oog. Met siliconenolie in het oog is het beeld vooral heel wazig. De gassen verdwijnen via de bloedbaan en ademhaling uiteindelijk vanzelf uit het oog, terwijl siliconenolie erin blijft zitten tot het bij een volgende operatie wordt verwijderd. 

#### Na de ingreep
Soms geeft de oogarts een houdingsadvies voor na de operatie mee, bijvoorbeeld om na een maculagatoperatie enkele dagen zoveel mogelijk het oog naar de grond gericht te houden. Patiënten moeten na een vitrectomie meestal een periode van herstel ondergaan en kunnen instructies krijgen voor oogdruppels en beperkingen in activiteiten om het genezingsproces te ondersteunen. De meeste oogartsen raden het af om de eerste week na de operatie intensief te sporten, maar lichte inspanning is doorgaans geen probleem. Bukken en niet heel zware dingen tillen kan ook. Zwemmen en saunabezoek is de eerste week meestal afgeraden.  

#### Anesthesie
Vitrectomieën kunnen zowel gebeuren met plaatselijke verdoving als onder algehele anesthesie. Vroeger koos men vaak voor het laatste, maar inmiddels vindt zo'n 90% van alle netvliesoperaties plaats onder plaatselijke verdoving. Voor die verdoving geeft de oogarts eerst oppervlakkig verdovende druppels, waarna zij/hij met een canule een verdovende vloeistof onder het bindvlies dat over de oogbol heen ligt spuit zodat het ook de regio rond de oogzenuw, diep in de oogkas bereikt (zogenaamde subtenon-anesthesie). Een andere optie is een retrobulbaire injectie met een scherpe naald, maar die manier van verdoven is lastiger om veilig uit te voeren en bovendien vaak wat pijnlijker dan subtenon-anesthesie. 
Als het de verwachting is dat de operatie veel langer dan een- tot anderhalf uur zal duren is het gebruikelijk om algehele narcose te overwegen. De meeste vitrectomieën duren echter ongeveer 40-70 minuten, wat goed te doen is met plaatselijke verdoving. 

## Risico's
Zoals bij alle chirurgische ingrepen, zijn er risico's verbonden aan een vitrectomie. In grote lijnen is een vitrectomie even veilig als een staaroperatie (cataractextractie). 
De mogelijke risico's van een vitrectomie omvatten:
1. Infectie: Elk chirurgisch ingrijpen draagt het risico van infectie met zich mee. In het oog kan dit leiden tot endoftalmitis, een ernstige en potentieel gezichtsbedreigende infectie. Dit risico is uitzonderlijk klein en komt bij minder dan 1 op de 1000 procedures voor.
2. Bloedingen: Er kunnen bloedingen optreden binnen in het oog, wat kan leiden tot verdere complicaties of een verminderd zicht. Ook dit is een zeer zeldzame complicatie, maar bij hogere leeftijd of het gebruik van sterkere bloedverdunners ligt dit risico wat hoger.
3. Netvliesloslating: Hoewel een vitrectomie vaak wordt uitgevoerd om een netvliesloslating te behandelen, kan de procedure zelf ook uiteindelijk leiden tot netvliesloslating.
4. Cataractvorming: Bijzonder gebruikelijk na een vitrectomie, vooral bij oudere patiënten, is de ontwikkeling van cataract (vertroebeling van de ooglens). Meestal treedt binnen 1-5 jaar na een vitrectomie dusdanig veel vertroebeling op aan de lens dat een staaroperatie nodig is. Als mensen voor de vitrectomie al ooit een staaroperatie hebben gehad kan er uiteraard geen nieuwe staar meer optreden.
5. Veranderingen in oogdruk: De operatie kan leiden tot verhoogde of verlaagde intraoculaire druk, wat op termijn kan leiden tot beschadiging van de oogzenuw (glaucoom) of andere visuele stoornissen.
6. Zwelling van het centrale deel van het netvlies (macula-oedeem): Dit kan leiden tot een tijdelijke of soms langdurige verslechtering van het zicht.
7. Visuele veranderingen: Patiënten kunnen na de operatie last krijgen van dubbelzien of andere visuele verstoringen.
8. Verlies van zicht: In zeldzame gevallen kan de operatie leiden tot een verlies van zicht, wat gedeeltelijk of volledig kan zijn.

Het is belangrijk dat patiënten de mogelijke risico's en voordelen van een vitrectomie met hun oogarts bespreken voordat zij tot de procedure overgaan. Een grondige preoperatieve beoordeling en zorgvuldige postoperatieve opvolging zijn essentieel om de kans op complicaties te minimaliseren.

## Alternatief voor vitrectomie
De oogarts probeert voor iedere patiënt af te wegen wat de beste manier is om de individuele persoon te behandelen. Daarbij maakt zij/hij een afweging van de aard van de aandoening, de constitutie van de patiënt en de voor- en nadelen van de mogelijke behandelopties. In sommige gevallen is het nodig om te kiezen tussen een vitrectomie en een andere behandeling.  
Een vrij vaak voorkomende afweging is die tussen het behandelen van een netvliesloslating met ofwel een vitrectomie, ofwel een externe procedure (cerclage van de oogbol). Bij een externe procedure plaatst de oogarts een siliconenbandje rondom de oogbol, waardoor de diameter van het bolletje precies op de plek waar de netvliesscheur zit iets kleiner wordt. Daarmee drukt het bandje het scheurtje dicht, waardoor het mogelijk is ook verlittekening rond het scheurtje te veroorzaken en zo de netvliesloslating te behandelen. Deze externe procedure is met name zinvol bij jongere patiënten met kleine scheurtjes die ver van de gele vlek zitten, maar heeft weinig nut bij oudere personen bij wie het glasvocht al helemaal los zit.  
Een vitrectomie kan zoals gezegd ook worden uitgevoerd als behandeling van sommige vormen van glasvochttroebeling; hoewel veel artsen een vitrectomie afraden voor deze aandoening, wordt deze ingreep bij ernstige visuele hinder toch soms uitgevoerd. In sommige gevallen is het ook mogelijk om de klachten van glasvochttroebelingen te verminderen met de YAG-laser. Dat is een veiligere en minder ingrijpende behandeling, maar het is cruciaal dat de oogarts die de behandeling uitvoert ruime ervaring heeft in het laseren van troebelingen, omdat ook hierbij risico's aanwezig zijn. 